# Го-Ходзё
Род Го-Ходзё (яп. 後北条氏 го-ходзё-си, «поздние Ходзё») — самурайский род в средневековой Японии. Принадлежит к роду Тайра потомков императора Камму.
Основателем рода является Исэ Соун (1432—1519), который после службы в сёгунате Муромати создал собственное «государство» в провинции Идзу (современная префектура Сидзуока). Его потомки изменили родовое имя «Исэ» на «Ходзё», апеллируя к наследству древнего рода Ходзё, бывших владельцев земель Идзу. Впоследствии  Ходзё Удзицуна женился на представительнице древнего рода Ходзё, после чего его претензии на родовое имя стали законными. Для различения рода Ходзё XII—XIV веков от рода Ходзё XVI века, в современной научной литературе последних принято называть Го-Ходзё, то есть «поздними Ходзё».
На протяжении XVI века род Го-Ходзё сумели покорить огромный регион Канто. Центром его владений стала провинция Сагами с замком Одавара, величайшим укреплением эпохи «воюющих провинций» в Японии. Го-Ходзё долгое время удерживали обширные территории региона Канто под своим контролем, ведя непрерывную войну против многочисленных врагов — родов Асикага, Уэсуги, Такэда, Сатоми и других.
В 1590 году объединитель Японии Тоётоми Хидэёси осадил и после трехмесячной осады взял измором замок Одавара. Он уничтожил род Го-Ходзё: 10 августа Ходзё Удзимаса и Ходзё Удзитэру, отец и дядя Удзинао, по приказу Тоётоми Хидэёси совершили ритуальное самоубийство (сэппуку). Ходзё Удзинао избежал смерти лишь потому, что был зятем могущественного Токугавы Иэясу. Его, лишив всех владений, сослали вместе с женой на гору Коя-сан. Он не смог оправиться от поражения, заболел оспой и умер в 1591 году. Владения в регионе Канто перешли к вассалу Хидэёси — Токугаве Иэясу.

## Главы рода
| № | Имя на русском языке | Имя на японском языке | Годы жизни | Годы правления |
| - | -------------------- | --------------------- | ---------- | -------------- |
| 1 | Исэ Соун             | 伊勢宗瑞              | 1432—1519  | 1505—1519      |
| 2 | Ходзё Удзицуна       | 北条氏綱              | 1487—1541  | 1519—1541      |
| 3 | Ходзё Удзиясу        | 北条氏康              | 1515—1571  | 1541—1571      |
| 4 | Ходзё Удзимаса       | 北条氏政              | 1538—1590  | 1571—1590      |
| 5 | Ходзё Удзинао        | 北条氏直              | 1562—1591  | 1590—1591      |